# Caleta Oviedo
La caleta Oviedo (según Argentina), caleta Andonaegui (según Chile) o caleta Larsen es una ensenada en el extremo noreste de la isla Marambio/Seymour, ubicada al sureste del cabo Gorrochátegui o Wiman, en la Antártida. Se encuentra próxima a la base Marambio de la Fuerza Aérea Argentina.

## Historia y toponimia
En 1979, una comisión de topónimos del Ministerio de Defensa de Argentina colocó el nombre de Oviedo en homenaje a un marinero de la Armada Argentina que murió en la Antártida.
En 1980, geólogos del Programa Antártico de los Estados Unidos la denominaron Larsen Cove, en honor al explorador noruego Carl Anton Larsen.
En Chile, el nombre corresponde al apellido del subteniente Alfredo Andonaegui, oficial del AGS Yelcho de la Armada de Chile, quien participó en el rescate de la tripulación del buque turístico Linblad Explorer, que encalló en la bahía Almirantazgo o Lasserre en 1972.

## Reclamaciones territoriales
Argentina incluye a la caleta en el departamento Antártida Argentina dentro de la provincia de Tierra del Fuego, Antártida e Islas del Atlántico Sur; para Chile forma parte de la comuna Antártica de la provincia Antártica Chilena dentro de la Región de Magallanes y de la Antártica Chilena; y para el Reino Unido integra el Territorio Antártico Británico. Las tres reclamaciones están sujetas a las disposiciones del Tratado Antártico.
Nomenclatura de los países reclamantes: 
- Argentina: caleta Oviedo[5][6]
- Chile: caleta Andonaegui[4]
- Reino Unido: Oviedo Cove[3]